# Daouda
Pour les articles homonymes, voir Daouda (homonymie) et Koné.
Daouda Koné, dit Daouda ou Daouda le sentimental, est un chanteur ivoirien né le 1er janvier 1951 à Niangoloko. Après des études techniques en France et un emploi à la RTI, il commence sa carrière de chanteur,. Celle-ci connaît son apogée dans les années 1980 avec des chansons comme La Femme de mon patron, qui décrit les mésaventures d'un chauffeur auquel la conjointe de son employeur fait des avances sexuelles et des menaces. De manière générale, nombre de ses textes parlent de rapports hommes-femmes d'où son surnom de « Daouda le sentimental ».
Son titre Gbaka décrit ce mode de transport informel de la banlieue d'Abidjan et aurait contribué à leur sauvegarde dans les années 1970.
Au début des années 1990, il émigre aux États-Unis où il vit et travaille comme opérateur de machine à Greensboro en Caroline du Nord[réf. nécessaire]. Après plus d'une dizaine d'années aux États-Unis, il tente un come-back en Côte d'Ivoire avec un succès mitigé[réf. nécessaire].